# ザーリアー朝
ザーリアー朝（ドイツ語: Salier、英語: Salian dynasty）は、中世ドイツにおいてローマ王およびローマ皇帝を世襲したフランケン地方出身の貴族の家系である。「ザリエル朝」および「フランケン朝」（同じフランケン朝のコンラディン家と直接関係しているため）ともいわれる。「ザーリアー」の名はフランク族の部族サリー族から来ていると考えられている。

## 概要
Salierのドイツ語発音はIPA: [ˈzaːli̯ɐ]であり、日本語表記「ザーリア」に近い。ザーリア家は北イタリアでスポレート公となり皇帝も出したヴィドー家と起源を同じくするカロリング朝の帝国貴族を先祖にもつと考えられている。一族で最初に確実に確認できるのがヴォルムスガウ、ナーエガウおよびシュパイアーガウ伯のヴェルナー（5世）であり、ドイツ王コンラート1世の娘ヒッカと結婚した。このヴェルナーとヒッカの息子コンラート（赤公）は、944年にオットー1世（大帝）からロートリンゲン大公位を与えられ、947年には大帝の娘リウトガルトと結婚した。しかし、953年に大帝の息子で義兄のシュヴァーベン大公リウドルフが大帝に対して反乱を起こした際、コンラートもリウドルフに加担した結果、コンラートはロートリンゲン大公位を剥奪され、大公位は大帝の弟ケルン大司教ブルーノに与えられた。その後、コンラートは955年にレヒフェルトの戦いにおいて岳父である大帝の救援に駆けつけ戦死した。
コンラートとリウトガルトの息子で後を継いだオットー1世は、978年に母方の叔父に当たる皇帝オットー2世が反乱を起こした自分の従兄・バイエルン公ハインリヒ2世から没収したケルンテンを与えられた。しかし985年にハインリヒ2世は以前の地位と領土に復帰し、それまでバイエルン公位を保持していたルイトポルト家のハインリヒ3世にケルンテン公位が与えられることとなった。一方、ケルンテンを失ったオットー1世は代わりにライン川上流域左岸の豊かな領土と支配権を与えられ、これにより同家の家領は拡大した。また、995年にハインリヒ2世が死亡した際にケルンテン公位に復位している。
1002年、皇帝オットー3世が男子なく没した際には、オットー1世は皇帝オットー3世の従兄かつ大帝の孫であることから、後継候補の1人として名乗りをあげたが、後に候補から退いている。結局ドイツ王位はハインリヒ2世の息子のバイエルン公ハインリヒ4世が皇帝ハインリヒ2世として継いだ。オットー1世には4人の息子がいたが、長男ハインリヒは息子コンラートを残し父に先立って死去、ケルンテン公位は3男コンラートが継いだ。次男ブルーノは聖職に就き、996年にはローマ教皇グレゴリウス5世となっている。
1024年、皇帝ハインリヒ2世は継嗣なく没し、 同年9月4日、ドイツ聖俗諸侯は全員一致でオットー1世の孫コンラート2世を国王に選出した。以降、同家が約100年にわたりザーリアー朝としてローマ王およびローマ皇帝を世襲した。
1125年5月23日、皇帝ハインリヒ5世が嗣子なく没し、同家は断絶した。ハインリヒ5世は甥で姉アグネスの子シュタウフェン家のシュヴァーベン公フリードリヒ2世を後継者として希望していたが、ドイツ王にはズップリンブルク家のザクセン公ロタールが選ばれた。なお、嗣子のなかったロタール3世の死後、シュヴァーベン公フリードリヒ2世の弟のコンラート3世がドイツ王として即位し、ホーエンシュタウフェン朝として1254年まで続いた。

## 歴代ローマ王および皇帝
- コンラート2世（王在位：1024年 - 1039年、皇帝在位：1027年 - 1039年）
- ハインリヒ3世（王在位：1039年 - 1056年、皇帝在位：1046年 - 1056年）
- ハインリヒ4世（王在位：1056 - 1106年、皇帝在位：1084年 - 1106年）
- コンラート（王在位：1087年 - 1098年、イタリア王在位：1093年 - 1098年）
- ハインリヒ5世（王在位：1106年 - 1125年、皇帝在位：1111 - 1125年）

## 系図
ロートリンゲン公コンラート（赤公）以前は不明な点が多い。
|  |  |                                                     |                                                     | オーダ （ヴォルムスガウ伯ロベール3世娘）            | オーダ （ヴォルムスガウ伯ロベール3世娘）            | オーダ （ヴォルムスガウ伯ロベール3世娘）            | オーダ （ヴォルムスガウ伯ロベール3世娘）            | オーダ （ヴォルムスガウ伯ロベール3世娘） | オーダ （ヴォルムスガウ伯ロベール3世娘） |                                                        |                                                        | ヴェルナー4世                                          | ヴェルナー4世                                          | ヴェルナー4世                                          | ヴェルナー4世                                          | ヴェルナー4世                                | ヴェルナー4世                                |                                              |                                              |                                        |                                        |                                                |                                                | ドイツ王コンラート1世の姉妹?                   | ドイツ王コンラート1世の姉妹?                   | ドイツ王コンラート1世の姉妹?                   | ドイツ王コンラート1世の姉妹?                   | ドイツ王コンラート1世の姉妹?                   | ドイツ王コンラート1世の姉妹?                   |                                                |                                                |                                           |                                           | リウドルフィング家                             | リウドルフィング家                             | リウドルフィング家                             | リウドルフィング家                             | リウドルフィング家                                               | リウドルフィング家                                               |                                                                  |                                                                  |                                                                  |                                                                  |                                     |                                     |                                     |                                     |  |  |
|  |  |                                                     |                                                     | オーダ （ヴォルムスガウ伯ロベール3世娘）            | オーダ （ヴォルムスガウ伯ロベール3世娘）            | オーダ （ヴォルムスガウ伯ロベール3世娘）            | オーダ （ヴォルムスガウ伯ロベール3世娘）            | オーダ （ヴォルムスガウ伯ロベール3世娘） | オーダ （ヴォルムスガウ伯ロベール3世娘） |                                                        |                                                        | ヴェルナー4世                                          | ヴェルナー4世                                          | ヴェルナー4世                                          | ヴェルナー4世                                          | ヴェルナー4世                                | ヴェルナー4世                                |                                              |                                              |                                        |                                        |                                                |                                                | ドイツ王コンラート1世の姉妹?                   | ドイツ王コンラート1世の姉妹?                   | ドイツ王コンラート1世の姉妹?                   | ドイツ王コンラート1世の姉妹?                   | ドイツ王コンラート1世の姉妹?                   | ドイツ王コンラート1世の姉妹?                   |                                                |                                                |                                           |                                           | リウドルフィング家                             | リウドルフィング家                             | リウドルフィング家                             | リウドルフィング家                             | リウドルフィング家                                               | リウドルフィング家                                               |                                                                  |                                                                  |                                                                  |                                                                  |                                     |                                     |                                     |                                     |  |  |
|  |  |                                                     |                                                     |                                                     |                                                     |                                                     |                                                     |                                          |                                          |                                                        |                                                        |                                                        |                                                        |                                                        |                                                        |                                              |                                              |                                              |                                              |                                        |                                        |                                                |                                                |                                                |                                                |                                                |                                                |                                                |                                                |                                                |                                                |                                           |                                           |                                                |                                                |                                                |                                                |                                                                  |                                                                  |                                                                  |                                                                  |                                                                  |                                                                  |                                     |                                     |                                     |                                     |  |  |
|  |  |                                                     |                                                     |                                                     |                                                     |                                                     |                                                     |                                          |                                          | ヒヒャ (Hicha) （シュヴァーベン大公ブルヒャルト2世娘） | ヒヒャ (Hicha) （シュヴァーベン大公ブルヒャルト2世娘） | ヒヒャ (Hicha) （シュヴァーベン大公ブルヒャルト2世娘） | ヒヒャ (Hicha) （シュヴァーベン大公ブルヒャルト2世娘） | ヒヒャ (Hicha) （シュヴァーベン大公ブルヒャルト2世娘） | ヒヒャ (Hicha) （シュヴァーベン大公ブルヒャルト2世娘） |                                              |                                              | ヴェルナー5世                                | ヴェルナー5世                                | ヴェルナー5世                          | ヴェルナー5世                          | ヴェルナー5世                                  | ヴェルナー5世                                  |                                                |                                                | ドイツ王コンラート1世娘？                      | ドイツ王コンラート1世娘？                      | ドイツ王コンラート1世娘？                      | ドイツ王コンラート1世娘？                      | ドイツ王コンラート1世娘？                      | ドイツ王コンラート1世娘？                      |                                           |                                           | オットー1世                                    | オットー1世                                    | オットー1世                                    | オットー1世                                    | オットー1世                                                      | オットー1世                                                      |                                                                  |                                                                  |                                                                  |                                                                  |                                     |                                     |                                     |                                     |  |  |
|  |  |                                                     |                                                     |                                                     |                                                     |                                                     |                                                     |                                          |                                          | ヒヒャ (Hicha) （シュヴァーベン大公ブルヒャルト2世娘） | ヒヒャ (Hicha) （シュヴァーベン大公ブルヒャルト2世娘） | ヒヒャ (Hicha) （シュヴァーベン大公ブルヒャルト2世娘） | ヒヒャ (Hicha) （シュヴァーベン大公ブルヒャルト2世娘） | ヒヒャ (Hicha) （シュヴァーベン大公ブルヒャルト2世娘） | ヒヒャ (Hicha) （シュヴァーベン大公ブルヒャルト2世娘） |                                              |                                              | ヴェルナー5世                                | ヴェルナー5世                                | ヴェルナー5世                          | ヴェルナー5世                          | ヴェルナー5世                                  | ヴェルナー5世                                  |                                                |                                                | ドイツ王コンラート1世娘？                      | ドイツ王コンラート1世娘？                      | ドイツ王コンラート1世娘？                      | ドイツ王コンラート1世娘？                      | ドイツ王コンラート1世娘？                      | ドイツ王コンラート1世娘？                      |                                           |                                           | オットー1世                                    | オットー1世                                    | オットー1世                                    | オットー1世                                    | オットー1世                                                      | オットー1世                                                      |                                                                  |                                                                  |                                                                  |                                                                  |                                     |                                     |                                     |                                     |  |  |
|  |  |                                                     |                                                     |                                                     |                                                     |                                                     |                                                     |                                          |                                          |                                                        |                                                        |                                                        |                                                        |                                                        |                                                        |                                              |                                              |                                              |                                              |                                        |                                        |                                                |                                                |                                                |                                                |                                                |                                                |                                                |                                                |                                                |                                                |                                           |                                           |                                                |                                                |                                                |                                                |                                                                  |                                                                  |                                                                  |                                                                  |                                                                  |                                                                  |                                     |                                     |                                     |                                     |  |  |
|  |  |                                                     |                                                     |                                                     |                                                     |                                                     |                                                     |                                          |                                          |                                                        |                                                        |                                                        |                                                        |                                                        |                                                        |                                              |                                              |                                              |                                              |                                        |                                        |                                                |                                                |                                                |                                                |                                                |                                                |                                                |                                                |                                                |                                                |                                           |                                           |                                                |                                                |                                                |                                                |                                                                  |                                                                  |                                                                  |                                                                  |                                                                  |                                                                  |                                     |                                     |                                     |                                     |  |  |
|  |  |                                                     |                                                     |                                                     |                                                     |                                                     |                                                     |                                          |                                          |                                                        |                                                        |                                                        |                                                        |                                                        |                                                        |                                              |                                              | コンラート赤公 ロートリンゲン大公            | コンラート赤公 ロートリンゲン大公            | コンラート赤公 ロートリンゲン大公      | コンラート赤公 ロートリンゲン大公      | コンラート赤公 ロートリンゲン大公              | コンラート赤公 ロートリンゲン大公              |                                                |                                                | リウトガルト                                   | リウトガルト                                   | リウトガルト                                   | リウトガルト                                   | リウトガルト                                   | リウトガルト                                   |                                           |                                           | オットー2世                                    | オットー2世                                    | オットー2世                                    | オットー2世                                    | オットー2世                                                      | オットー2世                                                      |                                                                  |                                                                  |                                                                  |                                                                  |                                     |                                     |                                     |                                     |  |  |
|  |  |                                                     |                                                     |                                                     |                                                     |                                                     |                                                     |                                          |                                          |                                                        |                                                        |                                                        |                                                        |                                                        |                                                        |                                              |                                              | コンラート赤公 ロートリンゲン大公            | コンラート赤公 ロートリンゲン大公            | コンラート赤公 ロートリンゲン大公      | コンラート赤公 ロートリンゲン大公      | コンラート赤公 ロートリンゲン大公              | コンラート赤公 ロートリンゲン大公              |                                                |                                                | リウトガルト                                   | リウトガルト                                   | リウトガルト                                   | リウトガルト                                   | リウトガルト                                   | リウトガルト                                   |                                           |                                           | オットー2世                                    | オットー2世                                    | オットー2世                                    | オットー2世                                    | オットー2世                                                      | オットー2世                                                      |                                                                  |                                                                  |                                                                  |                                                                  |                                     |                                     |                                     |                                     |  |  |
|  |  |                                                     |                                                     |                                                     |                                                     |                                                     |                                                     |                                          |                                          |                                                        |                                                        |                                                        |                                                        |                                                        |                                                        |                                              |                                              |                                              |                                              |                                        |                                        |                                                |                                                |                                                |                                                |                                                |                                                |                                                |                                                |                                                |                                                |                                           |                                           |                                                |                                                |                                                |                                                |                                                                  |                                                                  |                                                                  |                                                                  |                                                                  |                                                                  |                                     |                                     |                                     |                                     |  |  |
|  |  |                                                     |                                                     |                                                     |                                                     |                                                     |                                                     |                                          |                                          |                                                        |                                                        |                                                        |                                                        |                                                        |                                                        |                                              |                                              |                                              |                                              |                                        |                                        | オットー1世 ヴォルムスガウ伯                   | オットー1世 ヴォルムスガウ伯                   | オットー1世 ヴォルムスガウ伯                   | オットー1世 ヴォルムスガウ伯                   | オットー1世 ヴォルムスガウ伯                   | オットー1世 ヴォルムスガウ伯                   |                                                |                                                | ユーディト （ルイトポルト家ハインリヒ娘）      | ユーディト （ルイトポルト家ハインリヒ娘）      | ユーディト （ルイトポルト家ハインリヒ娘） | ユーディト （ルイトポルト家ハインリヒ娘） | ユーディト （ルイトポルト家ハインリヒ娘）      | ユーディト （ルイトポルト家ハインリヒ娘）      |                                                |                                                |                                                                  |                                                                  |                                                                  |                                                                  |                                                                  |                                                                  |                                     |                                     |                                     |                                     |  |  |
|  |  |                                                     |                                                     |                                                     |                                                     |                                                     |                                                     |                                          |                                          |                                                        |                                                        |                                                        |                                                        |                                                        |                                                        |                                              |                                              |                                              |                                              |                                        |                                        | オットー1世 ヴォルムスガウ伯                   | オットー1世 ヴォルムスガウ伯                   | オットー1世 ヴォルムスガウ伯                   | オットー1世 ヴォルムスガウ伯                   | オットー1世 ヴォルムスガウ伯                   | オットー1世 ヴォルムスガウ伯                   |                                                |                                                | ユーディト （ルイトポルト家ハインリヒ娘）      | ユーディト （ルイトポルト家ハインリヒ娘）      | ユーディト （ルイトポルト家ハインリヒ娘） | ユーディト （ルイトポルト家ハインリヒ娘） | ユーディト （ルイトポルト家ハインリヒ娘）      | ユーディト （ルイトポルト家ハインリヒ娘）      |                                                |                                                |                                                                  |                                                                  |                                                                  |                                                                  |                                                                  |                                                                  |                                     |                                     |                                     |                                     |  |  |
|  |  |                                                     |                                                     |                                                     |                                                     |                                                     |                                                     |                                          |                                          |                                                        |                                                        |                                                        |                                                        |                                                        |                                                        |                                              |                                              |                                              |                                              |                                        |                                        |                                                |                                                |                                                |                                                |                                                |                                                |                                                |                                                |                                                |                                                |                                           |                                           |                                                |                                                |                                                |                                                |                                                                  |                                                                  |                                                                  |                                                                  |                                                                  |                                                                  |                                     |                                     |                                     |                                     |  |  |
|  |  |                                                     |                                                     |                                                     |                                                     |                                                     |                                                     |                                          |                                          |                                                        |                                                        |                                                        |                                                        |                                                        |                                                        |                                              |                                              |                                              |                                              |                                        |                                        |                                                |                                                |                                                |                                                |                                                |                                                |                                                |                                                |                                                |                                                |                                           |                                           |                                                |                                                |                                                |                                                |                                                                  |                                                                  |                                                                  |                                                                  |                                                                  |                                                                  |                                     |                                     |                                     |                                     |  |  |
|  |  | アーデルハイト （ジラール家メッツ伯リヒャルトの娘） | アーデルハイト （ジラール家メッツ伯リヒャルトの娘） | アーデルハイト （ジラール家メッツ伯リヒャルトの娘） | アーデルハイト （ジラール家メッツ伯リヒャルトの娘） | アーデルハイト （ジラール家メッツ伯リヒャルトの娘） | アーデルハイト （ジラール家メッツ伯リヒャルトの娘） |                                          |                                          | ハインリヒ                                             | ハインリヒ                                             | ハインリヒ                                             | ハインリヒ                                             | ハインリヒ                                             | ハインリヒ                                             |                                              |                                              | グレゴリウス5世 ローマ教皇                   | グレゴリウス5世 ローマ教皇                   | グレゴリウス5世 ローマ教皇             | グレゴリウス5世 ローマ教皇             | グレゴリウス5世 ローマ教皇                     | グレゴリウス5世 ローマ教皇                     |                                                |                                                | コンラート1世                                  | コンラート1世                                  | コンラート1世                                  | コンラート1世                                  | コンラート1世                                  | コンラート1世                                  |                                           |                                           | マティルデ （シュヴァーベン大公ヘルマン2世娘） | マティルデ （シュヴァーベン大公ヘルマン2世娘） | マティルデ （シュヴァーベン大公ヘルマン2世娘） | マティルデ （シュヴァーベン大公ヘルマン2世娘） | マティルデ （シュヴァーベン大公ヘルマン2世娘）                   | マティルデ （シュヴァーベン大公ヘルマン2世娘）                   |                                                                  |                                                                  | ヴィルヘルム シュトラスブルク大司教                              | ヴィルヘルム シュトラスブルク大司教                              | ヴィルヘルム シュトラスブルク大司教 | ヴィルヘルム シュトラスブルク大司教 | ヴィルヘルム シュトラスブルク大司教 | ヴィルヘルム シュトラスブルク大司教 |  |  |
|  |  | アーデルハイト （ジラール家メッツ伯リヒャルトの娘） | アーデルハイト （ジラール家メッツ伯リヒャルトの娘） | アーデルハイト （ジラール家メッツ伯リヒャルトの娘） | アーデルハイト （ジラール家メッツ伯リヒャルトの娘） | アーデルハイト （ジラール家メッツ伯リヒャルトの娘） | アーデルハイト （ジラール家メッツ伯リヒャルトの娘） |                                          |                                          | ハインリヒ                                             | ハインリヒ                                             | ハインリヒ                                             | ハインリヒ                                             | ハインリヒ                                             | ハインリヒ                                             |                                              |                                              | グレゴリウス5世 ローマ教皇                   | グレゴリウス5世 ローマ教皇                   | グレゴリウス5世 ローマ教皇             | グレゴリウス5世 ローマ教皇             | グレゴリウス5世 ローマ教皇                     | グレゴリウス5世 ローマ教皇                     |                                                |                                                | コンラート1世                                  | コンラート1世                                  | コンラート1世                                  | コンラート1世                                  | コンラート1世                                  | コンラート1世                                  |                                           |                                           | マティルデ （シュヴァーベン大公ヘルマン2世娘） | マティルデ （シュヴァーベン大公ヘルマン2世娘） | マティルデ （シュヴァーベン大公ヘルマン2世娘） | マティルデ （シュヴァーベン大公ヘルマン2世娘） | マティルデ （シュヴァーベン大公ヘルマン2世娘）                   | マティルデ （シュヴァーベン大公ヘルマン2世娘）                   |                                                                  |                                                                  | ヴィルヘルム シュトラスブルク大司教                              | ヴィルヘルム シュトラスブルク大司教                              | ヴィルヘルム シュトラスブルク大司教 | ヴィルヘルム シュトラスブルク大司教 | ヴィルヘルム シュトラスブルク大司教 | ヴィルヘルム シュトラスブルク大司教 |  |  |
|  |  |                                                     |                                                     |                                                     |                                                     |                                                     |                                                     |                                          |                                          |                                                        |                                                        |                                                        |                                                        |                                                        |                                                        |                                              |                                              |                                              |                                              |                                        |                                        |                                                |                                                |                                                |                                                |                                                |                                                |                                                |                                                |                                                |                                                |                                           |                                           |                                                |                                                |                                                |                                                |                                                                  |                                                                  |                                                                  |                                                                  |                                                                  |                                                                  |                                     |                                     |                                     |                                     |  |  |
|  |  |                                                     |                                                     |                                                     |                                                     |                                                     |                                                     |                                          |                                          |                                                        |                                                        |                                                        |                                                        |                                                        |                                                        |                                              |                                              |                                              |                                              |                                        |                                        |                                                |                                                |                                                |                                                |                                                |                                                |                                                |                                                |                                                |                                                |                                           |                                           |                                                |                                                |                                                |                                                |                                                                  |                                                                  |                                                                  |                                                                  |                                                                  |                                                                  |                                     |                                     |                                     |                                     |  |  |
|  |  |                                                     |                                                     |                                                     |                                                     | コンラート2世                                       | コンラート2世                                       | コンラート2世                            | コンラート2世                            | コンラート2世                                          | コンラート2世                                          |                                                        |                                                        | ギーゼラ （シュヴァーベン大公ヘルマン2世娘）           | ギーゼラ （シュヴァーベン大公ヘルマン2世娘）           | ギーゼラ （シュヴァーベン大公ヘルマン2世娘） | ギーゼラ （シュヴァーベン大公ヘルマン2世娘） | ギーゼラ （シュヴァーベン大公ヘルマン2世娘） | ギーゼラ （シュヴァーベン大公ヘルマン2世娘） |                                        |                                        |                                                |                                                |                                                |                                                | コンラート2世                                  | コンラート2世                                  | コンラート2世                                  | コンラート2世                                  | コンラート2世                                  | コンラート2世                                  |                                           |                                           | ブルーノ2世 ヴュルツブルク大司教               | ブルーノ2世 ヴュルツブルク大司教               | ブルーノ2世 ヴュルツブルク大司教               | ブルーノ2世 ヴュルツブルク大司教               | ブルーノ2世 ヴュルツブルク大司教                                 | ブルーノ2世 ヴュルツブルク大司教                                 |                                                                  |                                                                  |                                                                  |                                                                  |                                     |                                     |                                     |                                     |  |  |
|  |  |                                                     |                                                     |                                                     |                                                     | コンラート2世                                       | コンラート2世                                       | コンラート2世                            | コンラート2世                            | コンラート2世                                          | コンラート2世                                          |                                                        |                                                        | ギーゼラ （シュヴァーベン大公ヘルマン2世娘）           | ギーゼラ （シュヴァーベン大公ヘルマン2世娘）           | ギーゼラ （シュヴァーベン大公ヘルマン2世娘） | ギーゼラ （シュヴァーベン大公ヘルマン2世娘） | ギーゼラ （シュヴァーベン大公ヘルマン2世娘） | ギーゼラ （シュヴァーベン大公ヘルマン2世娘） |                                        |                                        |                                                |                                                |                                                |                                                | コンラート2世                                  | コンラート2世                                  | コンラート2世                                  | コンラート2世                                  | コンラート2世                                  | コンラート2世                                  |                                           |                                           | ブルーノ2世 ヴュルツブルク大司教               | ブルーノ2世 ヴュルツブルク大司教               | ブルーノ2世 ヴュルツブルク大司教               | ブルーノ2世 ヴュルツブルク大司教               | ブルーノ2世 ヴュルツブルク大司教                                 | ブルーノ2世 ヴュルツブルク大司教                                 |                                                                  |                                                                  |                                                                  |                                                                  |                                     |                                     |                                     |                                     |  |  |
|  |  |                                                     |                                                     |                                                     |                                                     |                                                     |                                                     |                                          |                                          |                                                        |                                                        |                                                        |                                                        |                                                        |                                                        |                                              |                                              |                                              |                                              |                                        |                                        |                                                |                                                |                                                |                                                |                                                |                                                |                                                |                                                |                                                |                                                |                                           |                                           |                                                |                                                |                                                |                                                |                                                                  |                                                                  |                                                                  |                                                                  |                                                                  |                                                                  |                                     |                                     |                                     |                                     |  |  |
|  |  | グンヒルダ （デンマーク王クヌーズ2世娘）            | グンヒルダ （デンマーク王クヌーズ2世娘）            | グンヒルダ （デンマーク王クヌーズ2世娘）            | グンヒルダ （デンマーク王クヌーズ2世娘）            | グンヒルダ （デンマーク王クヌーズ2世娘）            | グンヒルダ （デンマーク王クヌーズ2世娘）            |                                          |                                          | ハインリヒ3世                                          | ハインリヒ3世                                          | ハインリヒ3世                                          | ハインリヒ3世                                          | ハインリヒ3世                                          | ハインリヒ3世                                          |                                              |                                              | アグネス （アキテーヌ公ギヨーム5世娘）       | アグネス （アキテーヌ公ギヨーム5世娘）       | アグネス （アキテーヌ公ギヨーム5世娘） | アグネス （アキテーヌ公ギヨーム5世娘） | アグネス （アキテーヌ公ギヨーム5世娘）         | アグネス （アキテーヌ公ギヨーム5世娘）         |                                                |                                                |                                                |                                                |                                                |                                                |                                                |                                                |                                           |                                           |                                                |                                                |                                                |                                                |                                                                  |                                                                  |                                                                  |                                                                  |                                                                  |                                                                  |                                     |                                     |                                     |                                     |  |  |
|  |  | グンヒルダ （デンマーク王クヌーズ2世娘）            | グンヒルダ （デンマーク王クヌーズ2世娘）            | グンヒルダ （デンマーク王クヌーズ2世娘）            | グンヒルダ （デンマーク王クヌーズ2世娘）            | グンヒルダ （デンマーク王クヌーズ2世娘）            | グンヒルダ （デンマーク王クヌーズ2世娘）            |                                          |                                          | ハインリヒ3世                                          | ハインリヒ3世                                          | ハインリヒ3世                                          | ハインリヒ3世                                          | ハインリヒ3世                                          | ハインリヒ3世                                          |                                              |                                              | アグネス （アキテーヌ公ギヨーム5世娘）       | アグネス （アキテーヌ公ギヨーム5世娘）       | アグネス （アキテーヌ公ギヨーム5世娘） | アグネス （アキテーヌ公ギヨーム5世娘） | アグネス （アキテーヌ公ギヨーム5世娘）         | アグネス （アキテーヌ公ギヨーム5世娘）         |                                                |                                                |                                                |                                                |                                                |                                                |                                                |                                                |                                           |                                           |                                                |                                                |                                                |                                                |                                                                  |                                                                  |                                                                  |                                                                  |                                                                  |                                                                  |                                     |                                     |                                     |                                     |  |  |
|  |  |                                                     |                                                     |                                                     |                                                     |                                                     |                                                     |                                          |                                          |                                                        |                                                        |                                                        |                                                        |                                                        |                                                        |                                              |                                              |                                              |                                              |                                        |                                        |                                                |                                                |                                                |                                                |                                                |                                                |                                                |                                                |                                                |                                                |                                           |                                           |                                                |                                                |                                                |                                                |                                                                  |                                                                  |                                                                  |                                                                  |                                                                  |                                                                  |                                     |                                     |                                     |                                     |  |  |
|  |  |                                                     |                                                     |                                                     |                                                     |                                                     |                                                     |                                          |                                          |                                                        |                                                        |                                                        |                                                        |                                                        |                                                        |                                              |                                              |                                              |                                              |                                        |                                        |                                                |                                                |                                                |                                                |                                                |                                                |                                                |                                                |                                                |                                                |                                           |                                           |                                                |                                                |                                                |                                                |                                                                  |                                                                  |                                                                  |                                                                  |                                                                  |                                                                  |                                     |                                     |                                     |                                     |  |  |
|  |  |                                                     |                                                     |                                                     |                                                     | ベルタ （サヴォイア伯オッドーネ娘）                 | ベルタ （サヴォイア伯オッドーネ娘）                 | ベルタ （サヴォイア伯オッドーネ娘）      | ベルタ （サヴォイア伯オッドーネ娘）      | ベルタ （サヴォイア伯オッドーネ娘）                    | ベルタ （サヴォイア伯オッドーネ娘）                    |                                                        |                                                        | ハインリヒ4世                                          | ハインリヒ4世                                          | ハインリヒ4世                                | ハインリヒ4世                                | ハインリヒ4世                                | ハインリヒ4世                                |                                        |                                        | アーデルハイト （キエフ大公フセヴォロド1世娘） | アーデルハイト （キエフ大公フセヴォロド1世娘） | アーデルハイト （キエフ大公フセヴォロド1世娘） | アーデルハイト （キエフ大公フセヴォロド1世娘） | アーデルハイト （キエフ大公フセヴォロド1世娘） | アーデルハイト （キエフ大公フセヴォロド1世娘） |                                                |                                                | マティルダ                                     | マティルダ                                     | マティルダ                                | マティルダ                                | マティルダ                                     | マティルダ                                     |                                                |                                                | ルドルフ・フォン・ラインフェルデン シュヴァーベン大公 （対立王） | ルドルフ・フォン・ラインフェルデン シュヴァーベン大公 （対立王） | ルドルフ・フォン・ラインフェルデン シュヴァーベン大公 （対立王） | ルドルフ・フォン・ラインフェルデン シュヴァーベン大公 （対立王） | ルドルフ・フォン・ラインフェルデン シュヴァーベン大公 （対立王） | ルドルフ・フォン・ラインフェルデン シュヴァーベン大公 （対立王） |                                     |                                     |                                     |                                     |  |  |
|  |  |                                                     |                                                     |                                                     |                                                     | ベルタ （サヴォイア伯オッドーネ娘）                 | ベルタ （サヴォイア伯オッドーネ娘）                 | ベルタ （サヴォイア伯オッドーネ娘）      | ベルタ （サヴォイア伯オッドーネ娘）      | ベルタ （サヴォイア伯オッドーネ娘）                    | ベルタ （サヴォイア伯オッドーネ娘）                    |                                                        |                                                        | ハインリヒ4世                                          | ハインリヒ4世                                          | ハインリヒ4世                                | ハインリヒ4世                                | ハインリヒ4世                                | ハインリヒ4世                                |                                        |                                        | アーデルハイト （キエフ大公フセヴォロド1世娘） | アーデルハイト （キエフ大公フセヴォロド1世娘） | アーデルハイト （キエフ大公フセヴォロド1世娘） | アーデルハイト （キエフ大公フセヴォロド1世娘） | アーデルハイト （キエフ大公フセヴォロド1世娘） | アーデルハイト （キエフ大公フセヴォロド1世娘） |                                                |                                                | マティルダ                                     | マティルダ                                     | マティルダ                                | マティルダ                                | マティルダ                                     | マティルダ                                     |                                                |                                                | ルドルフ・フォン・ラインフェルデン シュヴァーベン大公 （対立王） | ルドルフ・フォン・ラインフェルデン シュヴァーベン大公 （対立王） | ルドルフ・フォン・ラインフェルデン シュヴァーベン大公 （対立王） | ルドルフ・フォン・ラインフェルデン シュヴァーベン大公 （対立王） | ルドルフ・フォン・ラインフェルデン シュヴァーベン大公 （対立王） | ルドルフ・フォン・ラインフェルデン シュヴァーベン大公 （対立王） |                                     |                                     |                                     |                                     |  |  |
|  |  |                                                     |                                                     |                                                     |                                                     |                                                     |                                                     |                                          |                                          |                                                        |                                                        |                                                        |                                                        |                                                        |                                                        |                                              |                                              |                                              |                                              |                                        |                                        |                                                |                                                |                                                |                                                |                                                |                                                |                                                |                                                |                                                |                                                |                                           |                                           |                                                |                                                |                                                |                                                |                                                                  |                                                                  |                                                                  |                                                                  |                                                                  |                                                                  |                                     |                                     |                                     |                                     |  |  |
|  |  |                                                     |                                                     |                                                     |                                                     |                                                     |                                                     |                                          |                                          |                                                        |                                                        |                                                        |                                                        |                                                        |                                                        |                                              |                                              |                                              |                                              |                                        |                                        |                                                |                                                |                                                |                                                |                                                |                                                |                                                |                                                |                                                |                                                |                                           |                                           |                                                |                                                |                                                |                                                |                                                                  |                                                                  |                                                                  |                                                                  |                                                                  |                                                                  |                                     |                                     |                                     |                                     |  |  |
|  |  | フリードリヒ1世                                     | フリードリヒ1世                                     | フリードリヒ1世                                     | フリードリヒ1世                                     | フリードリヒ1世                                     | フリードリヒ1世                                     |                                          |                                          | アグネス                                               | アグネス                                               | アグネス                                               | アグネス                                               | アグネス                                               | アグネス                                               |                                              |                                              | コンラート                                   | コンラート                                   | コンラート                             | コンラート                             | コンラート                                     | コンラート                                     |                                                |                                                | コンスタンツェ （シチリア伯ルッジェーロ1世娘） | コンスタンツェ （シチリア伯ルッジェーロ1世娘） | コンスタンツェ （シチリア伯ルッジェーロ1世娘） | コンスタンツェ （シチリア伯ルッジェーロ1世娘） | コンスタンツェ （シチリア伯ルッジェーロ1世娘） | コンスタンツェ （シチリア伯ルッジェーロ1世娘） |                                           |                                           | ハインリヒ5世                                  | ハインリヒ5世                                  | ハインリヒ5世                                  | ハインリヒ5世                                  | ハインリヒ5世                                                    | ハインリヒ5世                                                    |                                                                  |                                                                  | マティルダ                                                       | マティルダ                                                       | マティルダ                          | マティルダ                          | マティルダ                          | マティルダ                          |  |  |
|  |  | フリードリヒ1世                                     | フリードリヒ1世                                     | フリードリヒ1世                                     | フリードリヒ1世                                     | フリードリヒ1世                                     | フリードリヒ1世                                     |                                          |                                          | アグネス                                               | アグネス                                               | アグネス                                               | アグネス                                               | アグネス                                               | アグネス                                               |                                              |                                              | コンラート                                   | コンラート                                   | コンラート                             | コンラート                             | コンラート                                     | コンラート                                     |                                                |                                                | コンスタンツェ （シチリア伯ルッジェーロ1世娘） | コンスタンツェ （シチリア伯ルッジェーロ1世娘） | コンスタンツェ （シチリア伯ルッジェーロ1世娘） | コンスタンツェ （シチリア伯ルッジェーロ1世娘） | コンスタンツェ （シチリア伯ルッジェーロ1世娘） | コンスタンツェ （シチリア伯ルッジェーロ1世娘） |                                           |                                           | ハインリヒ5世                                  | ハインリヒ5世                                  | ハインリヒ5世                                  | ハインリヒ5世                                  | ハインリヒ5世                                                    | ハインリヒ5世                                                    |                                                                  |                                                                  | マティルダ                                                       | マティルダ                                                       | マティルダ                          | マティルダ                          | マティルダ                          | マティルダ                          |  |  |
|  |  |                                                     |                                                     |                                                     |                                                     |                                                     |                                                     |                                          |                                          |                                                        |                                                        |                                                        |                                                        |                                                        |                                                        |                                              |                                              |                                              |                                              |                                        |                                        |                                                |                                                |                                                |                                                |                                                |                                                |                                                |                                                |                                                |                                                |                                           |                                           |                                                |                                                |                                                |                                                |                                                                  |                                                                  |                                                                  |                                                                  |                                                                  |                                                                  |                                     |                                     |                                     |                                     |  |  |
|  |  |                                                     |                                                     |                                                     |                                                     | シュタウフェン朝                                    |                                                     |                                          |                                          |                                                        |                                                        |                                                        |                                                        |                                                        |                                                        |                                              |                                              |                                              |                                              |                                        |                                        |                                                |                                                |                                                |                                                |                                                |                                                |                                                |                                                |                                                |                                                |                                           |                                           |                                                |                                                |                                                |                                                |                                                                  |                                                                  |                                                                  |                                                                  |                                                                  |                                                                  |                                     |                                     |                                     |                                     |  |  |

凡例
- ヴォルムスガウ伯
- ローマ王
- ケルンテン公
- シュヴァーベン大公